# Respublika SjKID
Respublika SjKID (russisk: Республика ШКИД) er en sovjetisk spillefilm fra 1966 af Gennadij Poloka.

## Medvirkende
- Sergej Jurskij – Viktor Sorokin
- Julija Burygin – Ella Ljumberg
- Pavel Luspekajev – Konstantin Mednikov
- Aleksander Melnikov – Aleksandr Popov
- Anatolij Pillars – Pavel Arikov